# Steninvreia petiolata
Steninvreia petiolata är en stekelart som beskrevs av Boucek 1988. Steninvreia petiolata ingår i släktet Steninvreia och familjen bredlårsteklar. Inga underarter finns listade i Catalogue of Life.